# Puig de Millà
El Puig de Millà és una muntanya de 1025 metres que es troba al municipi d'Àger, a la comarca catalana de la Noguera.
Al cim podem trobar-hi un vèrtex geodèsic (referència 253096001).
Aquest cim està inclòs al llistat dels 100 cims de la FEEC